# Dominic Noonan
Dominic Noonan, né en 1966, est une figure britannique du crime organisé. Il se nomme lui-même Lattlay Fottfoy, un acronyme de la devise familiale, « Look after those that look after you, fuck off those that fuck off you », ce qui signifie : « veille sur ceux qui veillent sur toi, flingue ceux qui veulent te flinguer », autrement dit la loi du Talion. 
D'origine irlandaise, Dominic Noonan et son frère Desmond Noonan (en) dit « Dessie » dirigeaient un gang lié à la pègre irlandaise à Manchester (Angleterre) durant les années 1980 et 1990, et appartiennent à l'une des familles criminelles les plus célèbres de Manchester. Noonan a été condamné dans plus de 40 affaires pour un large éventail d'infractions et délits, dont vols à main armée, assaut contre la police, possession d'armes à feu, évasion, fraude, agressions sexuelles sur des jeunes garçons, et tentative de viol. Il a passé plus de 27 ans dans les prisons de Grande-Bretagne, y dirigeant la pègre de Manchester. Bien que Noonan soit présumé avoir été impliqué dans un certain nombre de meurtres mafieux, il n'a jamais été condamné pour cela. Il présente une personnalité complexe : il se découvre homosexuel tardivement, il est particulièrement brutal et fier de sa brutalité mais impliqué dans des œuvres sociales, son arrogance à l'égard des policiers ou des juges est remarquable mais il peut être attentionné auprès de ses deux enfants,.
Sa vie a été adaptée en 2007 dans un film du journaliste Donal MacIntyre où il joue son propre rôle : A Very British Gangster. Ce film est parfois présenté comme un documentaire mais cette qualification est aussi contestée. Une suite, du même auteur, est sortie en 2011.